# Tía María
Tía María es el nombre de una bebida alcohólica, un licor compuesto a base de ron, granos de café, vainilla y azúcar, mezclados con un contenido alcohólico de 31,5%, originario de Jamaica; por lo que vendría a ser un «café al ron». Los licores a base de caña son una especialidad típica de la isla, también reconocida por la calidad de su café, como el café Blue Mountain, uno de los más caros del mundo. Puede consumirse solo o con hielo, pero frecuentemente se lo utiliza como ingrediente de cócteles, cafés o postres.
Según una leyenda, el origen de este licor se remonta al siglo XVII, cuando una joven aristócrata española que vivía en Jamaica fue forzada a escapar de su hacienda producto de un conflicto. Había sido acompañada por una sirvienta, que llevó un joyero familiar conteniendo  unas perlas negras y la receta de un licor. En honor a sus servicios, la joven habría usado el nombre de la sirvienta para denominar al mismo.
Más allá del mito, se cree que la actual bebida comenzó a ser producida por Kenneth Leigh Evans en Jamaica durante los años 1950. Las campañas publicitarias iniciadas en los años 1980 a nivel internacional, con la figura de la modelo Iman, dieron notoriedad a este licor. La marca Tía María fue comprada en 2005 por el gigante de la industria Pernod Ricard, para su distribución, siendo vendida nuevamente a Illva Saronno en julio de 2009.